# Graphiphora bivirga
Graphiphora bivirga là một loài bướm đêm trong họ Noctuidae.